# Alloscirtetica chilena
Alloscirtetica chilena är en biart som beskrevs av Urban 1971. Alloscirtetica chilena ingår i släktet Alloscirtetica och familjen långtungebin. Inga underarter finns listade i Catalogue of Life.